# Myronivský rajón
Myronivský rajón (ukrajinsky Миронівський район) byl rajón v Kyjevské oblasti na Ukrajině. Hlavním městem byla Myronivka a rajón měl přibližně 34 tisíc obyvatel. 

## Sídla v rajónu
- Myronivka